# La Vierge du Rhin
Pour plus de détails, voir Fiche technique et Distribution.
La Vierge du Rhin est un film français réalisé par Gilles Grangier, sorti en 1953.
La Vierge du Rhin est le nom d’une péniche de la compagnie fluviale prospère créée par Jacques Ledru (Jean Gabin) avant la guerre.

## Synopsis
Après la défaite française de 1940, Jacques Ledru, propriétaire d'une compagnie de navigation fluviale à Strasbourg, est porté disparu. Sa femme Geneviève s'est remariée avec l’un des collaborateurs de son mari, Maurice Labbé. Celui-ci, avec son complice Pietr, utilise la compagnie pour couvrir une activité de contrebande. Après la guerre à Düsseldorf, Jacques Ledru revient sous un faux nom et demande à s'engager comme mécanicien sur la péniche La Vierge du Rhin : la jeune Maria Meister, fille du patron du bateau, l'aide à se faire engager malgré son absence de papiers. En route, il découvre la trahison de sa femme et de son ex-associé. Le couple infidèle cherche à assassiner Ledru,.

## Fiche technique
- Titre : La Vierge du Rhin
- Réalisation : Gilles Grangier, assisté de Jean Lefèvre, Anne-Marie Bloch
- Scénario : d'après le roman de Pierre Nord
- Adaptation, dialogues : Jacques Sigurd
- Décors : Jacques Colombier, assisté de Jean André
- Photographie : Marc Fossard
- Son : Philippe Goumy
- Montage : Paul Cayatte, assisté de Nicole Colombier
- Musique : Joseph Kosma
- Société de production : Société des Films Vega
- Société de distribution : Sirius
- Pays de production :  France
- Format : noir et blanc — 35 mm — 1,37:1 — son mono
- Genre : Film dramatique
- Durée : 85 minutes
- Date de sortie :
  - France : 13 novembre 1953
- Affiche : Guy-Gérard Noël (France)

## Distribution
- Jean Gabin : Jacques Ledru, alias Martin Schmidt
- Nadia Gray : Maria Meister, la fille du patron de la péniche
- Élina Labourdette : Geneviève Labbé, la femme de Jacques puis de Maurice
- Andrée Clément : Anna Berg, la secrétaire
- Olivier Hussenot : le capitaine Meister, patron de la péniche
- Albert Dinan : le commissaire Guérin
- Claude Vernier : Pietr, le matelot de la péniche
- Renaud Mary : Maurice Labbé
- Robert Mercier : l'agent de police questionné par Guérin
- Germain Muller : un complice de Pietr dans le bar clandestin
- Virginie Vitry : une secrétaire

## Tournage

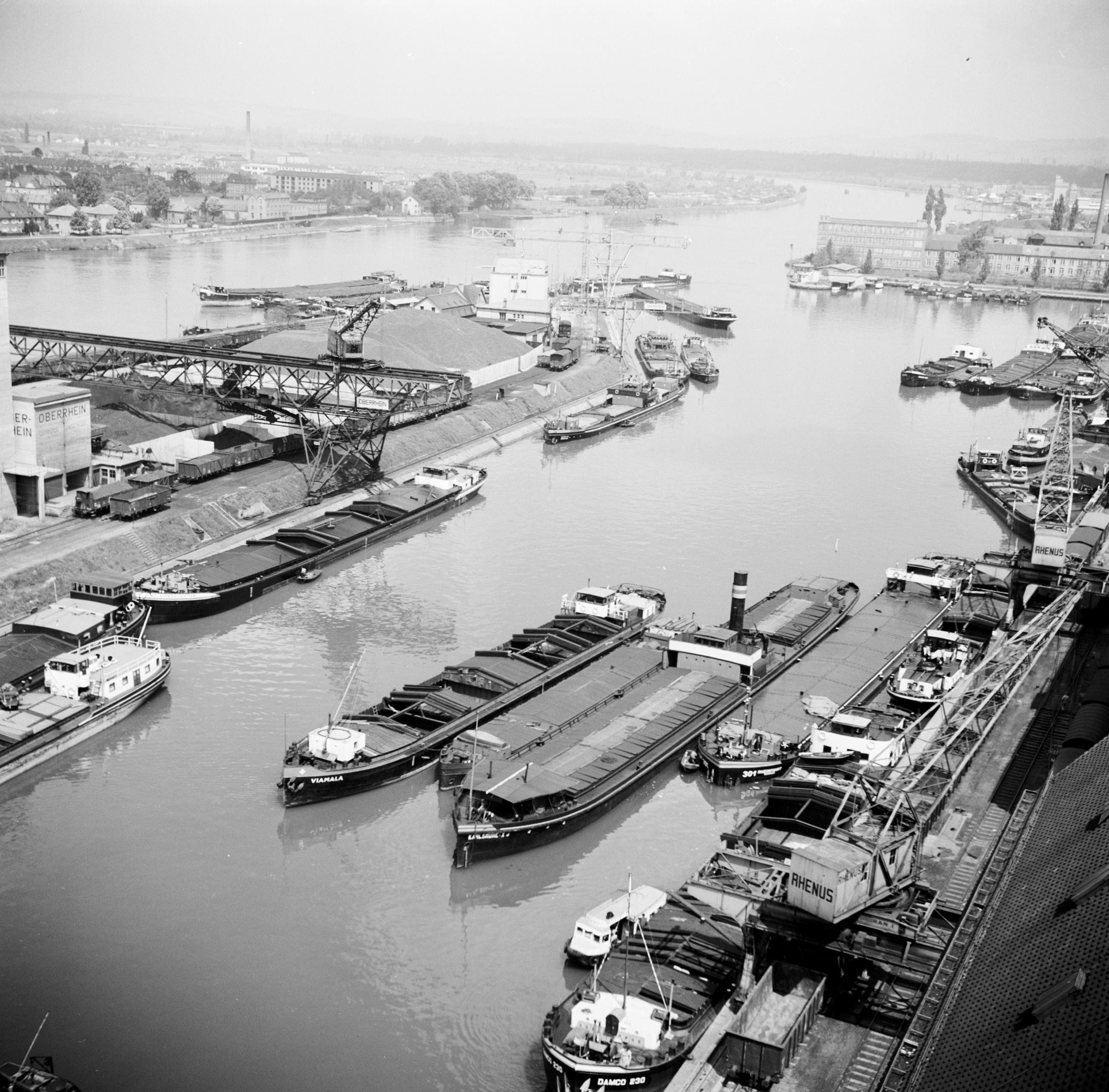
Le port de Bâle sur le Rhin en avril 1955.

Gilles Grangier et Jean Gabin s'étaient rencontrés pour la première fois en 1936 aux studios de Saint-Maurice où ils tournaient sur deux films différents : ils avaient sympathisé mais n'avaient pas eu l'occasion de travailler ensemble avant 1953. Pendant la guerre, Jean Gabin avait émigré aux Etats-Unis puis s'était engagé comme officier marinier sur un pétrolier des Forces françaises libres.
Le tournage de la Vierge du Rhin se déroule en partie aux studios de Billancourt, en banlieue de Paris, en partie en Alsace en extérieurs sur le Rhin avec la participation du port autonome de Strasbourg, du 27 avril au 12 juin 1953. Jean Gabin pilote la péniche depuis un faux poste de barre, le vrai pilote se trouvant au niveau supérieur. L'ambiance du tournage est cordiale sauf une mésentente de caractère entre Gabin et Élina Labourdette. Gilles Grangier parle l'allemand avec des lacunes, ce qui provoque quelques malentendus.